# Jerónimo Domínguez y Pérez de Vargas
Jerónimo Domínguez y Pérez de Vargas (Sevilla, 18 de juny del 1897 - Sevilla, 24 de setembre del 1966), marquès de Contadero, fou un polític i aristòcrata espanyol que va exercir diferents càrrecs durant el període de la dictadura de Francisco Franco i va intervenir activament a la Guerra Civil espanyola en el bàndol revoltat.

## Biografia
Durant la dictadura de Primo de Rivera va ser secretari d'Unión Patriótica a Sevilla, i durant la Segona República Espanyola va militar a Renovación Española. Va donar suport la Sanjurjada de 1932 i després al cop d'estat del 18 de juliol de 1936.
Va ser alcalde de Sevilla en el període comprès entre el 3 de febrer de 1952 i el 21 de març de 1959. Després de prendre possessió del càrrec, va ser rebut al Palau del Pardo per Francisco Franco, a qui va explicar els greus problemes que afligien la ciutat, entre ells l'escassetat d'habitatges, falta d'escoles, deficiència en el proveïment d'aigua, risc d'inundacions per les crescudes del Guadalquivir i deficient servei de transport, entre d'altres, rebent vagues promeses sobre la solució a aquests problemes. Un any després, Franco va visitar Sevilla en el període comprès entre el 14 i el 29 d'abril, celebrant un Consell de Ministres en els Reials Alcàssers i aprovant diferents projectes, com un canal navegable entre Sevilla i Sanlúcar de Barrameda que s'anomenaria canal Sevilla-Bonanza. No obstant això, cap d'aquestes promeses es va materialitzar; a més a més, el Ministeri d'Obres Públiques va prohibir el trànsit pel Pont d'Isabel II a camions autobusos i tramvies, a causa del seu mal estat de conservació, per la qual cosa Jerónimo Domínguez va presentar la dimissió el 24 d'octubre de 1958, si bé aquesta no va ser acceptada fins al 21 de març de 1959. El fet va ser silenciat per la censura de l'època per evitar-ne la difusió.